# Sikorsky S-70
Sikorsky S-70 je porodica vojnih helikoptera za prijevoz srednje teških tereta, koje proizvodi američka kompanija Sikorsky. Razvijen je za Kopnenu vojsku SAD-a 1970-ih godina, pobijedivši na natječaju s inačicom UH-60 Blackhawk i od tad je razvijen velik broj inačica za Oružane snage SAD-a, ali i vojske drugih država. Civilne inačice, kao i neke vojne inačice, proizvedene su pod raznim oznakama S-70 modela.

## Razvoj
Obitelj helikoptera S-10 rođena je na iskustvima Vijetnamskog rata i razvijena je kao zamjena za tada podjednako raširenu obitelj Bellovih helikoptera UH-1 Iroquois (poznatiji pod nadimkom Huey), a na temelju zahtjeva za Utility Tacitcal Transport Aircraft System (UTTAS) Američke vojske iz kolovoza 1972. U uži su izbor ušla dva projekta - YUH-60 tvrtke Sikorsky i YUH-61 tvrtke Boeing Vertol. Nakon intenzivnih testiranja 23. prosinca 1976. Sikorskyjev je prijedlog proglašen pobjedničkim. YUH-60A ušao je u službu Američke vojske pod oznakom UH-60A Black Hawk 1979. godine. Kasnih 1980-ih nadograđen je na inačicu UH-60L, s većom snagom i mogućnošću podizanja tereta.
Helikopteri S-70 mogu obavljati velik broj zadaća, uključujući zračne napade, elektroničko ratovanje, zračnu evakuaciju, i dr. U ratnim operacijama može prevesti vod od 11 vojnika i opreme ili nositi haubicu M102 kalibra 105 mm, trideset okvira streljiva, i šestočlanu posadu. Alternativno, može nositi 1170 kg tereta ili podvjesni teret težine 4050 kg. S-70 je opremljen naprednom avionikom i elektronikom.
Ratna mornarica SAD-a dobila je prvi mornarički SH-60B Seahawk 1983. godine, te SH-60F Ocean Hawk 1988. godine.
HH-60G Pave Hawk je modificirana verzija S-70 prvenstveno projektirana za spašavanje posade oborenog aviona ili drugog osoblja tijekom rata, te je opremljena spasilačkom dizalicom sa 75 m kabela koja može podići do 270 kg. Ratno zrakoplovstvo SAD-a dobilo je MH-60G Pave Hawk 1982. godine.
Obalna straža SAD-a dobila je HH-60J Jayhawk 1992. godine. Opremljen je opremom iz HH-60G Pave Hawka koja je ugrađena na mornaričku SH-60 platformi.
S-70A Firehawk je verzija S-70 projektirana za obavljanje protupožarnih zadaća, spašavanje, medicinske evakuacije, i transport povijesnog velikog tereta i opreme.

## Inačice

### H-60
- UH-60 Black Hawk: osnovni višenamjenski helikopter kojeg koristi Američka vojska.

- SH-60 Seahawk: inačica koju koristi Ratna mornarica SAD-a za traganje i spašavanje, pomorsku ophodnju, protupodmorničku borbu.

- HH-60 Pave Hawk: inačica koju koristi Ratno zrakoplovstvo SAD-a za traganje i spašavanje.

- MH-60 Knight Hawk: helikopter za prijevoz srednje teških tereta Ratne mornarice SAD-a.
  - CH-60E: predložena inačica za prijevoz Američkih marinaca.
  - CH-60S Knight Hawk: sada s oznakom MH-60S

- HH-60 Jayhawk: inačica za Obalnu stražu SAD-a, za pomorsku ophodnju, traganje i spašavanje.

- VH-60 White Hawk: VIP transport
  - VH-60A: predsjednički transportni helikopter, kasnija oznaka VH-60N.
  - VH-60N Presidential Hawk: predsjednički transportni helikopter, Marine One.

### S-70
Kompanijski naziv za H-60/S-70 obitelj helikoptera je S-70 Black Hawk.
- S-70A Black Hawk: vojni model za izvoz, dostupan i u civilnoj varijanti.
  - S-70A Fire Hawk:  protupožarna inačica UH-60L. Sustav spremnika projektirao je i proizveo Aero Union iz Chica, Kalifornija, SAD.
  - S-70A-1 Desert Hawk: izvozni model za Kraljevske saudijske kopnene snage.
  - S-70A-L1 Desert Hawk: aerodinamična inačica za evakuaciju, za Kraljevske saudijske kopnene snage.
  - S-70-5 Black Hawk: izvozni model za Filipinsko ratno zrakoplovstvo.
  - S-70A-9 Black Hawk: izvozni model za Australijsku vojsku.
  - S-70-11 Black Hawk: izvozni model za Kraljevsko jordansko ratno zrakoplovstvo.
  - S-70-12 Black Hawk: model za traganje i spašavanje za Japanske zračne samoobrambene snage i pomorske samoobrambene snage. Također poznat i kao UH-60J.
  - S-70-14 Black Hawk: izvozni model za Bruneje.
  - S-70-16 Black Hawk: osnova za test motora Rolls-Royce/Turbomeca RTM 332.
  - S-70-17 Black Hawk: izvozni model za Tursku.
  - Sikorsky/Westland S-70-19 Black Hawk: ovu inačicu proizveo je po licenci britanski Westland. Također je poznata i kao WS-70.
  - S-70-21 Black Hawk: izvozni model za Egipat.
  - S-70-24 Black Hawk: izvozni model za Meksiko.
  - S-70-26 Black Hawk: izvozni model za Maroko.
  - S-70-27 Black Hawk: izvozni model za Hong Kong.
  - S-70A-42 Black Hawk: izvozni model za Austriju.

- S-70B Seahawk: pomorski vojni model za strano tržište.
  - S-70B-1 Seahawk: protupodmornička inačica za Španjolsku ratnu mornaricu.
  - S-70B-2 Seahawk: protupodmornička inačica za Kraljevsku australijsku ratnu mornaricu, slična modelu SH-60B Seahawk Američke ratne mornarice.
  - S-70B-3 Seahawk: protupodmornička inačica za Japanske pomorske samoobrambene snage. Također znana kao SH-60J, naručeno ih je 101 komada, s početkom isporuke 1991 godine.
  - S-70B-6 Aegean Hawk: grčka vojna inačica.
  - S-70B-7 Seahawk: izvozni model za Kraljevsku tajlandsku ratnu mornaricu.
  - S-70A (N) Naval Hawk: pomorska inačica koja je mješavina S-70A Black Hawk i S-70B Seahawk.

- S-70C Seahawk: izvozna inačica SH-60F Ocean Hawk, civilna protupožarna inačica.
  - S-70C Firehawk: komercijalna inačica
  - S-70C-2 Black Hawk: model za traganje i spašavanje za Bruneje i Tajvan.
  - S-70C(M)-1 Super Blue Hawk: izvozni model za Tajvansku vojsku.
  - S-70C(M)-2 Super Blue Hawk: izvozni model za Ttajvansku vojsku.

- S-70i Black Hawk: međunarodna vojna inačica

### Izvedene inačice
- Sikorsky S-92 - civilna inačica za prijevoz srednje teških tereta, razvijena iz Black Hawka. 
  - H-92 Superhawk - vojna inačica S-92.
  - CH-148 Cyclone - inačica H-92 za Kanadsku vojsku.

## Vanjske poveznice
- Obitelj S-70 Black Hawk na Sikorsky.com  Arhivirana inačica izvorne stranice od 26. studenoga 2008. (Wayback Machine)